# Ибатуллин, Ильдус Ибатуллович
Ильдус Ибатуллович Ибатуллин (22 марта 1946, с. Каюки, Татарская АССР, РСФСР) — украинский и советский учёный-зоотехник. Доктор сельскохозяйственных наук (1993), профессор (1995), академик Национальной академии аграрных наук Украины (2002). Заслуженный деятель науки и техники Украины (1998). Полный кавалер украинского ордена «За заслуги» (2004, 2008, 2016).

## Биография
В 1970 году окончил Казанский ветеринарный институт (ныне Казанская государственная академия ветеринарной медицины имени Н. Э. Баумана).
С 1971 работает в Национальном университете биоресурсов и природопользования Украины в Киеве: заведующим лаборатории химизации откорма сельскохозяйственных животных, заместителем директора агрономической исследовательской станции (1975—1990), начальником научно-исследовательской части (1991—1996), заведующим кафедры откорма сельскохозяйственных животных (с 1994), проректором по науке (с 1996), по организационной и научной (с 2000) работе, первым проректором (с 2007).
Кандидатскую диссертацию — «Переваримость, баланс веществ, химический состав мяса и печени при длительном скармливании углеводородных дрожжей» защитил в 1975 г. в Украинской сельскохозяйственной академии.
Докторскую диссертацию — «Экспериментальное обоснование рационального использования нетрадиционных кормовых ресурсов в кормлении сельскохозяйственных животных» защитил в 1993 г. в Национальном аграрном университете Украины.

## Научная деятельность
Изучает вопросы нормирования откорма скота, химического состава и питательности кормов и отходов переработки сельскохозяйственного сырья, проблем обеспечения полноценными кормами сельскохозяйственных животных Лесостепи и Полесья Украины с использованием кормовых добавок и биологически активных веществ.
По результатам научных исследований И. И. Ибатуллин напечатал 174 научных работ, в том числе 4 монографии в соавторстве. Он автор 35 научно-методических разработок, имеет 7 авторских свидетельств и патентов.
Подготовил 2 доктора и 6 кандидатов наук

## Избранные публикации
- Эффективные методы производства и использования нетрадиционных кормов и кормовых добавок. К., 1987;
- Корми з присадибної ділянки. К., 1990;
- Вирощування ремонтного молодняка сільськогосподарських тварин. К., 1993;
- Практикум з годівлі сільськогосподарських тварин: Навчальный посібник. К., 1999;
- Використання селену в рослинництві та тваринництві. 2004;
- Продуктивність молодняку кролів при згодовуванні повнораціонних комбікормів з різним рівнем протеїну. 2005;
- Перетравність корму, обмін речовин та продуктивні якості перепелів за різних рівнів лізину та метіоніну в комбікормах. 2005;
- Годівля сільськогосподарських тварин. К., 2006;
- Годівля сільськогосподарських тварин: Підручник. В., 2007 (все в соавт.).
- Практикум з основ наукових досліджень у тваринництві. 2007